# Никола Оморански
Никола Оморански (на сръбски: Никола Оморански или Nikola Omoranski) e сърбоманин войвода на чета на сръбската въоръжена пропаганда, действала в Западна Македония.

## Биография
Никола Оморански е роден в сърбоманското село Оморани в Азот. Присъединява се към Сръбската пропаганда и става четнически войвода, подчинен на Василие Търбич.